# Order Mono
Order Mono – togijski order cywilny i wojskowy.
Ustanowiony 2 września 1961 przez prezydenta Sylvanusa Olympio. Przyznawany za zasługi dla narodu. Dzieli się na 5 klas, dla każdej z nich obowiązują określone limity nadań (od 100 do 1000).

## Odznaczeni

### Obywatele Togo
- Dahuku Péré (2000)[2]

### Obcokrajowcy
- Haile Selassie I (Etiopia)
- Nouréini Tidjani-Serpos (2000, Benin)
- Salim Ahmed Salim (2001, Tanzania)[3]
- Louis-Gaston Mayila (Gabon)
- Ellen Johnson-Sirleaf (Liberia)

| Baretki Orderu Mono | Baretki Orderu Mono | Baretki Orderu Mono | Baretki Orderu Mono | Baretki Orderu Mono |
| ------------------- | ------------------- | ------------------- | ------------------- | ------------------- |
| Krzyż Wielki        | Wielki Oficer       | Komandor            | Oficer              | Kawaler             |